# Європейські міжнародні університети
Європейські міжнародні університети - європейські університети, створені декількома (мінімум двома) країнами, які сприяють культурному і науковому взаємообміну в першу чергу між країнами-засновниками. До таких, зокрема, належать:
- польсько-німецький Європейський університет Віадріна (англ. Viadrina European University) у Франкфурті-на-Одері;[1]
- Міжнародний Балканський університет (англ. International Balkan University) - створений в інтересах культурно-наукового обміну народів Балкан, фінансові спосори Північна Македонія та Туреччина.[2]
- Європейський університет ("Українсько-Фінський інститут менеджменту і бізнесу" - з 1992; «Європейський університет фінансів, інформаційних систем, менеджменту і бізнесу»— ЄУФІМБ. - з 1999).[3]
- Франко-Німецький університет (DFH/UFA), заснований на підставі Франко-Німецької міжурядової угоди від 19 вересня 1997р., почав працювати 5 травня 2000 р.[4][5]

Першим кроком до заснування  польсько-українського Східного європейського університету (українська версія назви майбутнього університету - "Європейський польсько-український університет") є вже працюючий у Любліні (Польща) Європейський колегіум польських і українських університетів. У бюджеті Євросоюзу кошти зарезервовано на Східний європейський університет, повноважений польського уряду зі створення Східного Європейського університету - Ян Поморський. Проблеми з реалізації цього проекту з'явилися у 2011 р.